# 富士通レッドウェーブ
富士通レッドウェーブ (FUJITSU Redwave) は、バスケットボール女子日本リーグに所属する富士通の女子バスケットボール部。活動拠点は神奈川県川崎市。

## 概略
ホームゲームは川崎市中原区のとどろきアリーナなどで開催。練習場は中原区の富士通川崎工場にある。
1985年に創部し関東実業団4部リーグに参加。
1989年に日本リーグ2部、1995年に日本リーグ1部へ昇格するが、その後は昇格と降格を繰り返す。1999年のWリーグ発足の際は下部リーグのW1リーグ所属となり、2001年にはシャンソン化粧品で活躍した元韓国代表の李玉慈がヘッドコーチに就任し、このシーズンのW1リーグで優勝。2002年からWリーグに復帰し定着。
2004年9月には川崎市ホームタウンスポーツ推進パートナーに認定され、ユニフォーム短パンに「KAWASAKI」と入れプレー。ホームゲームへの市民招待、バスケットボールクリニックの開催、トークショーへの参加などを行い、地域への活動に積極的に関わるようになった。
この年にはシャンソンの強豪化に導いた中川文一をヘッドコーチに迎え、翌年にはJOMOから矢野良子が移籍。2006年1月に全日本総合バスケットボール選手権大会（オールジャパン）で優勝し、Wリーグを含めて初タイトルを獲得。翌2007年1月、2008年1月の同大会にも優勝し、3連覇を果たした。
さらに第9回Wリーグでは、レギュラーシーズン2位ながら悲願の初優勝を果たし、オールジャパンと2冠を達成した。
2009年、中川ヘッドコーチが日本代表ヘッドに就任するため勇退。岡里明美アシスタントコーチがヘッドに昇格した。岡里HCは2012年に退任、薮内夏美ACがHCに昇格。
2014年、薮内HCが退任、前年からアソシエイトコーチに就任していたBT・テーブスがHCに就任。
現在は二軍チームも存在し、神奈川県実業団連盟に所属している。全国タイトルは計4回。
マスコットは海鷲がモチーフの『レッディ』。名前の由来は「Red」と「Ready To Go」。

## 沿革

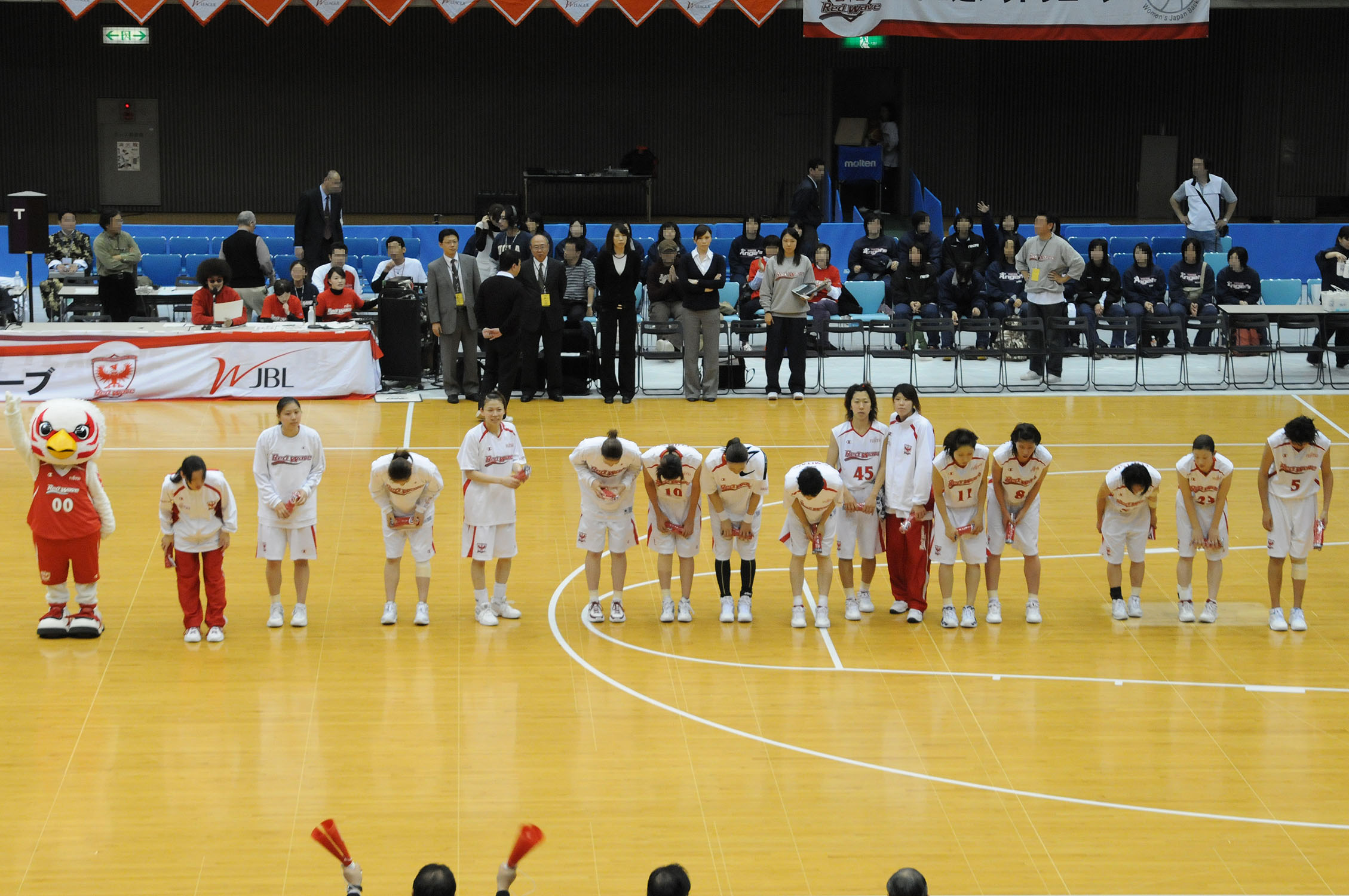
2008年11月15日、川崎市とどろきアリーナ

- 1985年 創部 関東実業団4部リーグに参加[1]
- 1989年 日本リーグ2部昇格
- 1993年 チーム名が「レッドウェーブ」となる[1]。
- 1995年 日本リーグ1部昇格
- 1996年 日本リーグ2部降格
- 1998年 日本リーグ1部昇格
- 1999年 日本リーグ2部降格
- 2002年 入替戦で勝利し、Wリーグに昇格
- 2006年 第72回全日本総合バスケットボール選手権大会（皇后杯）で初優勝（以後第74回まで3連覇）
- 2007年 第8回Wリーグで初のレギュラーシーズン1位とファイナル進出を達成
- 2008年 第9回Wリーグで初優勝

## 主な成績
| 年度    | リーグ   | 回 | レギュラーシーズン | レギュラーシーズン | レギュラーシーズン | プレイオフ   | 最終結果    | 皇后杯  |
| 年度    | リーグ   | 回 | 勝                 | 敗                 | 順位               | プレイオフ   | 最終結果    | 皇后杯  |
| ------- | -------- | -- | ------------------ | ------------------ | ------------------ | ------------ | ----------- | ------- |
| 1999-00 | WIリーグ | 1  | 7                  | 7                  | 4位                | ---          |             | 2回戦   |
| 2000-01 | WIリーグ | 2  | 13                 | 2                  | 2位                | 入替戦0勝2敗 |             |         |
| 2001-02 | WIリーグ | 3  | 13                 | 2                  | 1位                | 入替戦0勝2敗 | Wリーグ昇格 |         |
| 2002-03 | Wリーグ  | 4  | 7                  | 14                 | 5位                | ---          | 5位         |         |
| 2003-04 | Wリーグ  | 5  | 15                 | 6                  | 3位                | SF敗退       | 3位         |         |
| 2004-05 | Wリーグ  | 6  | 10                 | 11                 | 5位                | ---          | 5位         | ベスト8 |
| 2005-06 | Wリーグ  | 7  | 16                 | 12                 | 3位                | SF敗退       | 3位         | 優勝(1) |
| 2006-07 | Wリーグ  | 8  | 22                 | 6                  | 1位                | F 2勝3敗     | 準優勝      | 優勝(2) |
| 2007-08 | Wリーグ  | 9  | 22                 | 6                  | 2位                | F 3勝2敗     | 優勝(1)     | 優勝(3) |
| 2008-09 | Wリーグ  | 10 | 16                 | 12                 | 3位                | SF敗退       | 4位         | 準優勝  |
| 2009-10 | Wリーグ  | 11 | 19                 | 9                  | 3位                | SF敗退       | 3位         | ベスト4 |
| 2010-11 | Wリーグ  | 12 | 15                 | 13                 | 4位                | SF敗退       | 4位         | 準優勝  |
| 2011-12 | Wリーグ  | 13 | 17                 | 11                 | 4位                | SF敗退       | 4位         | ベスト8 |
| 2012-13 | Wリーグ  | 14 | 21                 | 8                  | 3位                | SF敗退       | 3位         | ベスト4 |
| 2013-14 | Wリーグ  | 15 | 23                 | 10                 | 4位                | SF敗退       | 4位         | ベスト4 |
| 2014-15 | Wリーグ  | 16 | 24                 | 6                  | 2位                | F 0勝3敗     | 準優勝      | ベスト4 |
| 2015-16 | Wリーグ  | 17 | 18                 | 6                  | 2位                | F 1勝3敗     | 準優勝      | ベスト4 |
| 2016-17 | Wリーグ  | 18 | 19                 | 8                  | 3位                | QF敗退       | 5位         | 準優勝  |
| 2017-18 | Wリーグ  | 19 | 22                 | 11                 | 5位                | QF敗退       | 5位         | ベスト4 |
| 2018-19 | Wリーグ  | 20 | 15                 | 7                  | 5位                | SQF敗退      | 7位         | ベスト4 |
| 2019-20 | Wリーグ  | 21 | 13                 | 3                  | 3位                | 中止         | ---         | 4回戦   |
| 2020-21 | Wリーグ  | 22 | 12                 | 4                  | 東2位              | SF敗退       | 3位タイ     | ベスト8 |
| 2021-22 | Wリーグ  | 23 | 17                 | 3                  | 5位                | F 0勝2敗     | 準優勝      | ベスト4 |
| 2022-23 | Wリーグ  | 24 | 16                 | 10                 | 5位                | QF敗退       | 6位         | ベスト4 |
| 2023-24 | Wリーグ  | 25 | 23                 | 3                  | 1位                | F2勝1敗      | 優勝(2)     | ベスト4 |
| 2024-25 | プレミア | 28 | 23                 | 5                  | 1位                | F3勝2敗      | 優勝(3)     | 優勝(4) |

- F:ファイナル、SF:セミファイナル、QF:クォーターファイナル、SQF:セミクォーターファイナル

- Wリーグ優勝3回（2007-08年、2023-24年、2024-25年）、準優勝2回（2006-07年、2021-22年）、第3位2回（2003-04年、2005-06年）
- 全日本総合バスケットボール選手権大会優勝4回（2006年、2007年、2008年、2024年）、準優勝1回（2004年）

### 個人賞
- コーチ・オブ・ザ・イヤー
  - Wリーグ2003-04 李玉慈
- ベスト5
  - Wリーグ2003-04 相澤優子
- 平均得点
  - W1リーグ2000-01 張玉淡
  - W1リーグ2001-02 船引かおり
- フィールドゴール成功率
  - W1リーグ2000-01 守屋志保
  - W1リーグ2001-02 守屋志保
- 3ポイントシュート成功率
  - W1リーグ2000-01 張玉淡
- フリースロー成功率
  - W1リーグ2001-02 小堺みさき
  - Wリーグ2002-03 船引かおり
  - Wリーグ2003-04 船引まゆみ
- アシスト賞
  - W1リーグ2000-01 船引かおり
- スティール賞
  - W1リーグ1999-2000 川代眞紀子

## 選手とスタッフ

### 歴代ヘッドコーチ
1. 丸山茂実
2. 李玉慈
3. 中川文一
4. 岡里明美
5. 薮内夏美
6. BT・テーブス
7. 小滝道仁

### 過去の主な所属選手
- 矢野優子
- 稲本聡子
- 宇佐美里菜
- 相澤優子
- 磯山絵美
- 渡邉由穂

- 山田かがり
- 清水八重子
- 今美春
- 船引かおり
- 矢野良子
- 田中優里

- 田中沙季
- 市野育代
- 大熊祐依
- 船引まゆみ
- 木村恵里子
- 蒲谷千恵

- 中岳晴香
- 中川明子
- 立川真紗美
- 清水愛咲美
- 名木洋子
- 石川麻衣

- 鈴木あゆみ
- 有明葵衣
- 中畑恵里
- 永井菜摘
- 小沼めぐみ
- 三谷藍

- 加藤夕貴
- 篠崎澪
- オコエ桃仁花
- 田中真美子